# آمفیتریته

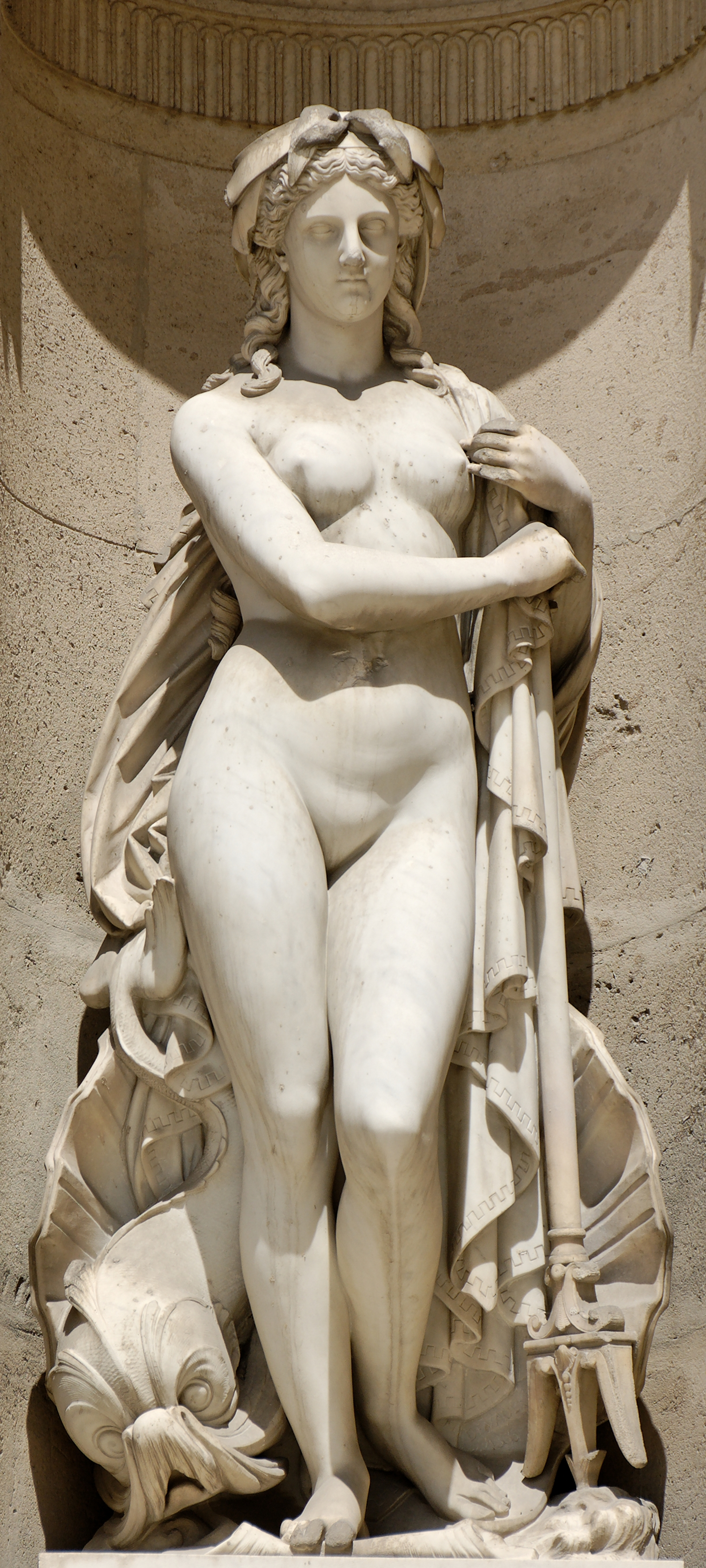

آمفیتریته یا آمفیتریت (به یونانی: Ἀμφιτρίτη، به انگلیسی: Amphitrite) در اساطیر یونان الههٔ دریاها دختر اوکئانوس و تتیس، یا نرئوس و دوریس. هنگامی که خدای دریا، پوزئیدون او را به عنوان عروس خود می‌خواست، آمفیتریته به او بی‌احترامی کرد و در اقیانوس اطلس خود را از او مخفی ساخت. 
نه تنها دلفین‌ها مکان او را تعیین کردند، بلکه آمفیتریته را به نزد او بازگرداندند، و پوزئیدون با او ازدواج کرد. به همین علت دلفین‌ها مکانی را در بهشت جایزه گرفتند. پسر آن‌ها مرد ماهی نمایی به نام تریتون بود. 
آمفیتریته بر روی کوزه‌های یونانی به همراه همسر خود، بر روی ارابه‌ای که توسط موجودات دریایی کشیده می‌شود، یا سوار بر مخلوقات دریایی که توسط تریتون احاطه شده‌اند به تصویر کشیده می‌شود.
نام او تا اندازه‌ای به معنی «سومین کسی که (دریا را) احاطه کرده بود» است.
نام او در نزد رومی‌ها سالاسیئا «Salacia» است.